# Stony Plain Records
Stony Plain Records — канадський незалежний лейбл звукозапису, що орієнтується на жанри народної музики, такі як кантрі, фолк та блюз. Заснований у 1976 році Голгером Пітерсеном в Едмонтоні, Альберта. 
Серед музикантів, що записувалися на лейблі: Артур Адамс, Біллі Бой Арнольд, Елвін Бішоп, Ерік Бібб, Рорі Блок, Лонг Джон Болдрі, Девід Вілкокс, Джо Луїс Вокер, Дейв Елвін, Лютер Еллісон, Емос Гарретт, Отіс Клей, Томмі Кастро, Дебора Коулмен, Ріта К'яреллі, Джеймс Коттон, Пі Ві Крейтон, Стів Ірл, Ронні Ірл, Еммілу Гарріс, Чарлі Масселвайт, Лінда Мак-Рей, Марія Малдаур, Кенні Ніл, Пайнтоп Перкінс, Дюк Робіллард, Рузвельт Сайкс, Ієн Тайсон, Сільвія Тайсон, Сінді Черч.
У 2003 році нагороджений Western Canadian Music Awards як «Незалежний лейбл звукозапису/Дистриб'ютор року».